# Linxiang (Yueyang)
Koordinaten: 29° 28′ N, 113° 27′ O
Die Stadt Linxiang (chinesisch 临湘市, Pinyin Línxiāng Shì) ist eine kreisfreie Stadt der bezirksfreien Stadt Yueyang in der Provinz Hunan im Süden der Volksrepublik China. Sie hat eine Fläche von 1.744 km² und zählt 561.888 Einwohner (Volkszählung 2020).

## Administrative Gliederung
Auf Gemeindeebene setzt sich die kreisfreie Stadt aus drei Straßenvierteln, dreizehn Großgemeinden und sieben Gemeinden zusammen. 